# Frente Suroeste (Unión Soviética)
El Frente Suroeste fue una formación militar de tipo frente (o grupo de ejércitos) del Ejército Rojo de las Fuerzas Armadas de la Unión Soviética durante la Segunda Guerra Mundial.

En este artículo el término Frente Suroccidental describe a varias organizaciones distintas durante la Segunda Guerra Mundial. Esta formación del Ejército Rojo fue creada por primera vez el 22 de junio de 1941 por el Distrito Militar Especial de Kiev. La frontera occidental del frente en junio de 1941 estaba a 865 km, del río Prípiat y la ciudad de Wlodawa al río Prut y la ciudad de Lipcani en la frontera con Rumanía. Conectando al norte con el Frente Occidental, el cual se extendía a la frontera lituana, y al sur con el Frente Sur, el cual se extendía a la ciudad de Odesa en el mar Negro.

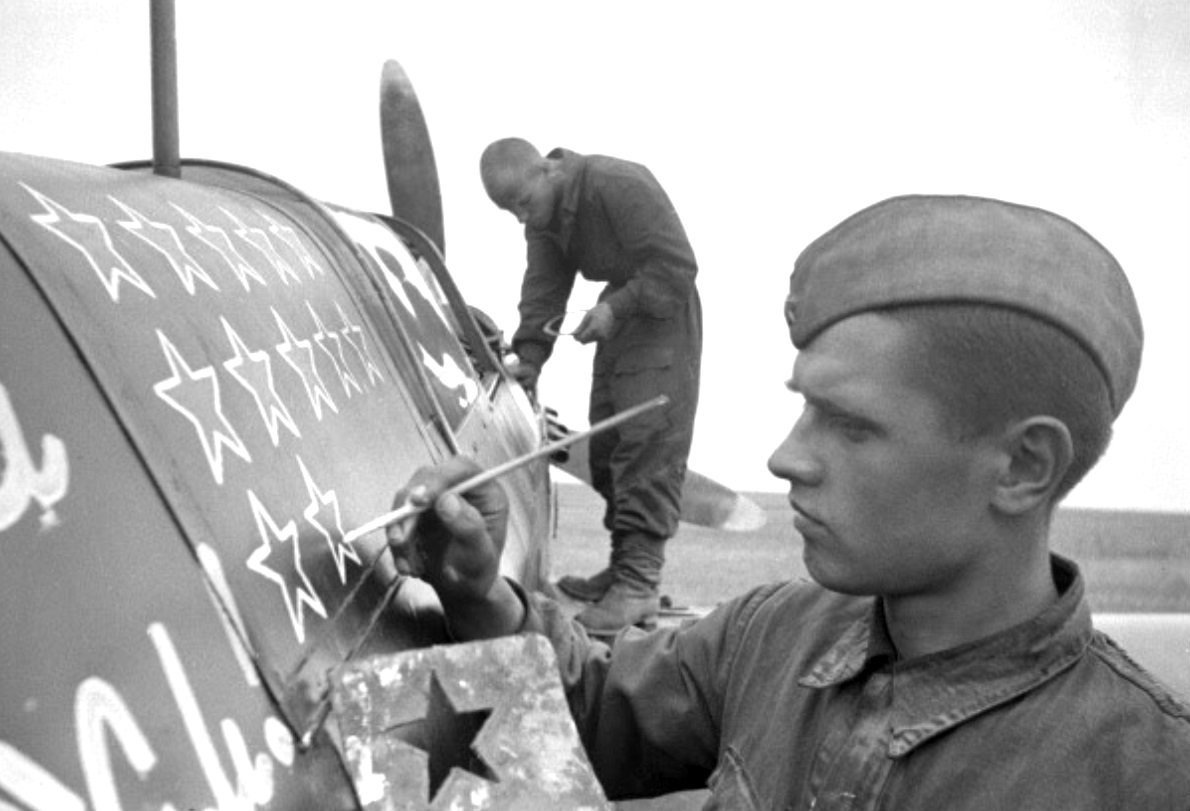
"Otro avión enemigo derribado", Frente Suroccidental. Un soldado dibuja las estrellas a bordo de un avión, mientras el mecánico lo revisa. URSS, foto de Gueorgui Zelma, 1 de julio de 1942.

## Historia operacional
El frente Suroccidental estaba en el eje principal de ataque del Grupo de Ejércitos Sur del Ejército alemán durante la Operación Barbarroja. En el estallido de la guerra con Alemania, el Frente contuvo al 5.º, 6.º, 26.º, y 12.° Ejércitos soviéticos a lo largo de la frontera. Los 16.º y 19.os Ejércitos estaban en reserva. Estas fuerzas participaron en las batallas de Ucrania occidental y fueron rodeadas y destruidas en la Batalla de Uman y la Batalla de Kiev en agosto y septiembre de 1941.
El Frente fue inmediatamente re-establecido con fuerzas nuevas. Durante el periodo de la Batalla de Moscú estuvo bajo la orden del Mariscal Semión Timoshenko, y fue incluido de norte a sur por el 40.º, 21.º, 38.º y 6.° Ejércitos. Fue formalmente disuelto el 12 de julio de 1942 y sus fuerzas se transfirieron al Frente de Stalingrado y el Frente Sur.
El Frente fue reformado por ejércitos de reserva el 22 de octubre de 1942. Esté fue rebautizado como el 3.º Frente ucraniano el 20 de octubre de 1943. Las primeras operaciones del 3.º Frente ucraniano fueron la Batalla del Dniéper y la Batalla de Kiev (1943).

### Frente Suroccidental el 22 de junio de 1941
La composición de las unidades de Frente subordinadas directamente bajo el Comandante del Frente:
- 31.° Cuerpo de Fusileros

193.ª División de Fusileros
195.ª División de Fusileros
200.ª División de Fusileros
- 36.° Cuerpo de Fusileros :

140.ª División de Fusileros
146.ª División de Fusileros
228.ª División de Fusileros
- 49.° Cuerpo de Fusileros

190.ª División de Fusileros
197.ª División de Fusileros
199.ª División de Fusileros
- 55.° Cuerpo de Fusileros

130.ª División de Fusileros
169.ª División de Fusileros
189.ª División de Fusileros
- 1.° Cuerpo Aerotransportado

1.ª Brigada de Infantería Aerotransportada
204.ª Brigada de Infantería Aerotransportada
211.ª Brigada de Infantería Aerotransportada
- Regiones Fortificadas

1.ª Kiev
3.ª Latichov
5.ª Kórosten
7.ª Novogrúdok–Volynsk
13.ª Shepetivka
15.ª Ostrópil
17.ª Iziáslav
- Artillería del Frente

5.ª Brigada Anti-Tanque
205.° Regimiento del Cuerpo de Artillería
207.° Regimiento del Cuerpo de Artillería
368.° Regimiento del Cuerpo de Artillería
457.° Regimiento del Cuerpo de Artillería
458.° Regimiento del Cuerpo de Artillería
507.° Regimiento del Cuerpo de Artillería
543.° Regimiento del Cuerpo de Artillería
646.° Regimiento del Cuerpo de Artillería
305.° Regimiento de Cañones de Artillería (RGK)
355.° Regimiento de Cañones de Artillería (RGK)
4.° Regimiento de Obuses de Alto Poder (RGK)
168.° Regimiento de Obuses de Alto Poder (RGK)
324.° Regimiento de Obuses de Alto Poder (RGK)
330.° Regimiento de Obuses de Alto Poder (RGK)
526.° Regimiento de Obuses de Alto Poder (RGK)
331.° Regimiento de Obuses (RGK)
376 .° Regimiento de Obuses (RGK)
529.° Regimiento de Obuses (RGK)
538.° Regimiento de Obuses (RGK)
589.° Regimiento de Obuses (RGK)
34.ª División Especial Independiente de Artillería
245.ª División Especial Independiente de Artillería
315.ª División Especial Independiente de Artillería
316.ª División Especial Independiente de Artillería
263.ª División Independiente de Artillería Antiaérea
- Fuerza Aérea PVO

3.ª División de Defensa Aérea
4.ª División de Defensa Aérea
11° Brigada de Defensa Aérea
Brigadas Regionales de Defensa Aérea
Stanislavov
Rovno
Zhitomir
Tarnopol
Vinnitsa
- Tropas Mecanizadas/Tanques

19.° Cuerpo Mecanizado:
40.ª División de Tanques
43.ª División de Tanques
213.ª División Mecanizada
21.° Regimiento de Motocicletas
24.° Cuerpo Mecanizado:
45.ª División de Tanques
49.ª División de Tanques
216.ª División Mecanizada
17.° Regimiento de Motocicletas
1.ª División Independiente de Autos Blindados
- Fuerzas Aéreas del Frente

44.ª División de Cazas
64.ª División de Cazas|
19.ª División de Bombarderos
62.ª División de Bombarderos
14.ª División Aérea Mixta
15,ª División Aérea Mixta
16.ª División Aérea Mixta
17.ª División Aérea Mixta
63.ª División Aérea Mixta
36.ª División de Cazas
315.° Regimiento de Reconocimiento Aéreo
316.° Regimiento de Reconocimiento Aéreo
- Tropas de Ingeniería

45.° Regimiento de Ingenieros
1.° Regimiento de zapadores

## Comandantes
- Coronel General Mikhail P. Kirponos (junio 1941 – septiembre 1941: muerto en acción)
- Mariscal Semyon K. Timoshenko (septiembre 1941 – diciembre 1941; abril–julio 1942)
- Lugarteniente General F. Ia. Kostenko (diciembre 1941 – abril 1942)
- Lugarteniente General Nikolai F. Vatutin [Promovido a Coronel General en diciembre de 1942] (octubre 1942 – marzo 1943)
- Coronel General Rodion Malinovsky (marzo 1943 – octubre 1943)

## Primera formación
El frente se formó en el suroeste, el 22 de junio de 1941 con base en la orden del Comisario Popular de Defensa de la URSS, del 22 de junio de 1941, en el Distrito Especial Militar de Kiev compuesto de los 5º, 6º, 12º y 26º ejércitos. Posteriormente contaba con el 3, 9, 13, 21, 28, 37, 38, 40, 57, 61, 8 ejércitos aéreos.Actuando en su composición, los ejércitos 9no, 28vo, 29mo y 57mo fueron transferidos al Frente Sur , y el 21 Ejército y el 8 ° Ejército Aéreo al Frente de Stalingrado .
En el curso de las batallas fronterizas de 1941, las tropas del frente enfrentaron los avances alemanes del Grupo de Ejércitos "Sur" en el sur-oeste de las fronteras del país. Los cuerpos mecanizados del frente detuvieron el avance enemigo en la Batalla de Lutsk-Brody-Rovno (perdiendo 10 veces más tanques), que permitieron a las fuerzas principales del frente salir de lviv y evitar el cerco. En la segunda mitad de julio — principios de agosto, junto con partes del Frente Sur, quedaron atrapados en la Bolsa de Uman y KIev. Las tropas del frente se vieron gravemente afectadas. Quedaron en cautiverio algo más de 500 mil combatientes y comandantes. El comandante del frente, el general coronel Кirponós,el mayor general Tupikov y miembro del Consejo Militar del Frente Burmistenko, murieron tratando de escapar del cerco.
En septiembre — noviembre de 1941 los restos de las fuerzas del frente Suroeste se trasladaron al este de Kursk, Járkov, Izium, donde fueron fortalecidas con nuevos reclutas.
En diciembre de 1941, las fuerzas del frente lanzaron la Operación Eletskii, en diciembre de 1941 — enero de 1942, y la Operación Kursk Oboyan, y en enero de 1942 junto con las tropas del frente sur — la operación operación Barvinkove-Lozovskaya, avanzando 100 km, apoderándose de la cabeza de puente en la orilla derecha del Donéts. A finales de mayo de 1942, durante la segunda batalla de Járkov 1942, las tropas del frente fueron rodeadas y sufrieron grandes pérdidas.
El 12 de julio de 1942 el frente Suroeste fue disuelto. Los ejércitos 9no, 28vo, 29mo y 57mo fueron transferidos al Frente Sur, y el 21.° Ejército y el 8.° Ejército Aéreo al Frente de Stalingrado.

### Estructura de comando
Comandantes
- 22.06.1941 — 20.09.1941 — Coronel general Kirponós, Mijaíl Petróvich (asesinado)
- 30.09.1941 — 18.12.1941 — Mariscal de la Unión Soviética Timoshenko, Semión Konstantínovich
- 18.12.1941 — 08.04.1942 — Teniente general Kostenko, Fiódor Yákovlevich
- 08.04.1942 — 12.07.1942 — Mariscal de la Unión Soviética Timoshenko, Semión Konstantínovich

Miembros del consejo Militar
- A. Y. Kirichenko
- Comisario del cuerpo Vashogin NN (junio de 1941)
- Comisario de la División Rykov EP (junio-agosto de 1941)
- Secretario del Comité Central del Partido Comunista (b) de Ucrania Burmistenko MA (agosto - 20 de septiembre de 1941) - fue asesinado
- Secretario del Comité Central del Partido Comunista (b) de Ucrania NS Jruschov (septiembre de 1941 - julio de 1942)
- Comisario de la división KA Gúrov (enero-julio de 1942)

Jefes del estado mayor
- Teniente general Purkaev MA (junio-julio de 1941)
- El general de división Tupikov V.I (julio 20 de septiembre de 1941) fue asesinado
- General de División Pokrovsky AP (septiembre-octubre de 1941)
- General de División, desde noviembre de 1941 Teniente General Bodin PI (octubre de 1941 - marzo de 1942 y junio - julio de 1942)
- Teniente general Bagramyan I. Kh. (abril-junio de 1942)

Los jefes de la artillería del frente
- Teniente general de artillería Parsegov MA (junio-diciembre de 1941)
- Mayor General de Artillería NV Gavrilenko (desde diciembre de 1941)

## Segunda formación
La segunda formación fue creada el 25 de octubre de 1942, compuesto de los ejércitos 21.°, 63.° (1.° de Guardias , luego el 3.° de Guardias), 5.° Ejército Mecanizado y 17.° Ejército Aéreo. Más tarde consistió en el 5.º ejército de choque , 6.º, 12.º, 46.º, 57.º, 62.º (8.º Guardias), 3.º Tanque y 2.º Ejército Aéreo .
El frente participó en las operaciones: "Urano" (contraataque en Stalingrado), Saturno, la Tercera batalla de Jarkov, Ostrogozh-Rossoshanskij, la ofensiva Raisin y Barvenkovsky, la operación estratégica Donbásskaya, y la operación Zaporizhzhya.
El 20 de octubre de 1943, fue rebautizado como el 3.° frente Ucraniano.

### Comandantes
- 25.10.1942 — 27.03.1943 — el Teniente General, 7.12.1942 Coronel General 13.2.1943 General del ejército Vatutin, Nikolái Fiódorovich.
- 27.03.1943 — 20.10.1943 — Coronel General, con 28.4.1943 General del ejército Malinovski, Rodión Yákovlevich

### Miembros del consejo Militar
- Comisario de Brigada 20/1/1943 General de Intendencia Layok, Vladímir Makárovich (octubre 1942-octubre 1943)

### Los comandantes de artillería del frente
Teniente general Dmítriev MP, de octubre de 1942 a febrero de 1943.
Teniente general Nedelin M. I., desde julio de 1943.
Comandante de batería Trusevski IA, de junio de 1943 a diciembre de 1943.